# Delphinbrunnen in Weimar
In und um Weimar gibt es drei Delphinbrunnen. Der Delphinbrunnen im Weimarer Stadtinneren befindet sich auf dem Teichplatz. Er hat seinen Namen von den herabschwimmend dargestellten Delfinen die sich am Fuß der achteckigen Brunnensäule befinden. Ein weiterer steht im alten Orangeriegarten von Belvedere. Unweit von Weimar im Wielandgut (Oßmannstedt) gibt es den dritten.

## Der Delphin als Gestaltungsmotiv an Weimarer Zierbrunnen
Der Delphin als Motiv ist nicht nur an den beiden nach ihm benannten Brunnen in Weimar zu finden (auch nicht nur an Brunnen), sondern auch an weiteren Brunnen in und um Weimar anzutreffen. Am Goethebrunnen fungiert der Delphin ebenso als Wasserspeier wie an jenem auf dem Wielandgut in Oßmannstedt, bei welchem der Kopf des Delphins auf einer Muschel aufsitzt. Am Herderbrunnen zieren die Delphine den auf der Brunnensäule befindlichen Krater, und der Delphin ist natürlich auch Bestandteil am Neptunbrunnen auf dem Markt.

Delphinbrunnen in Weimar
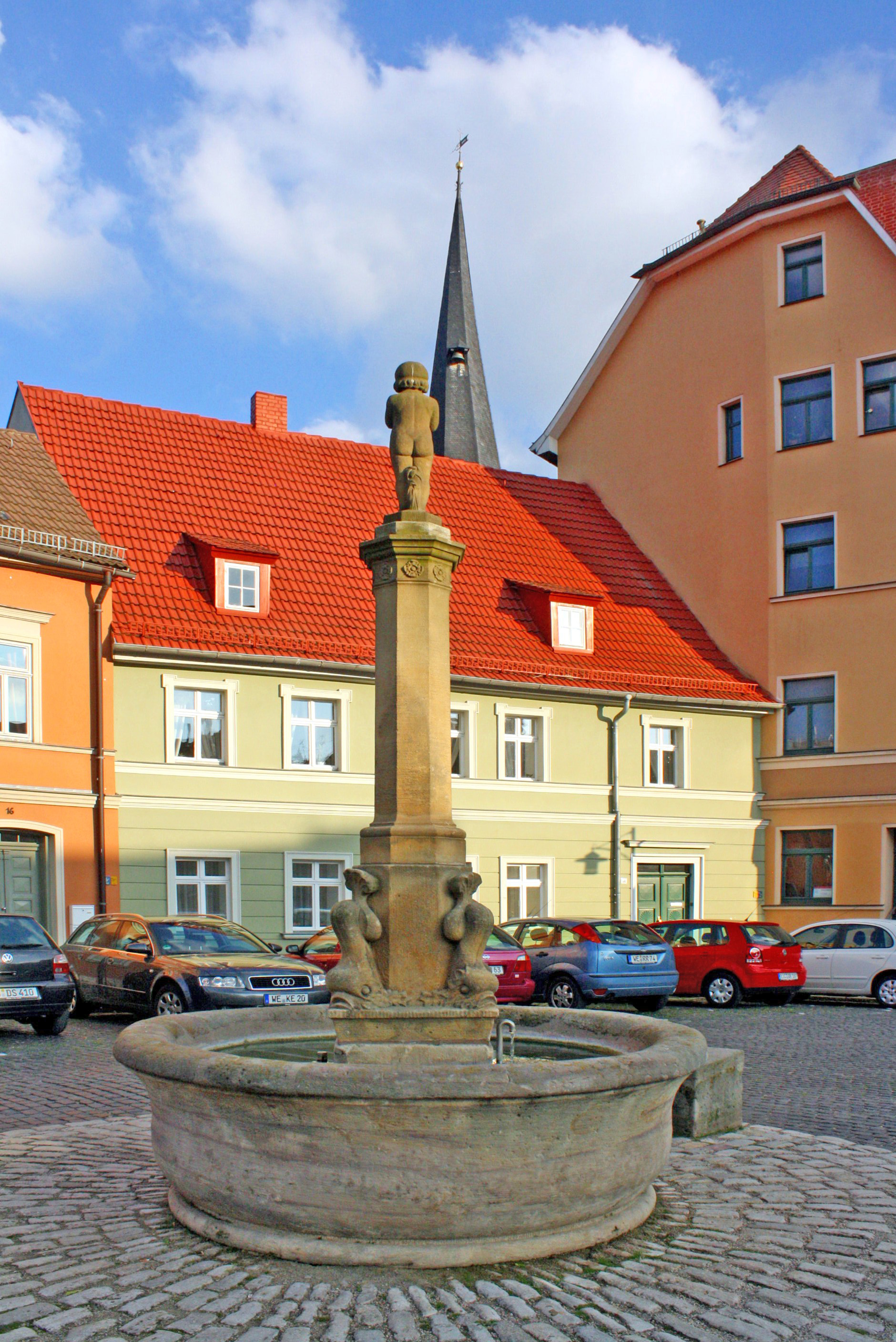
Delphinbrunnen am Teichplatz
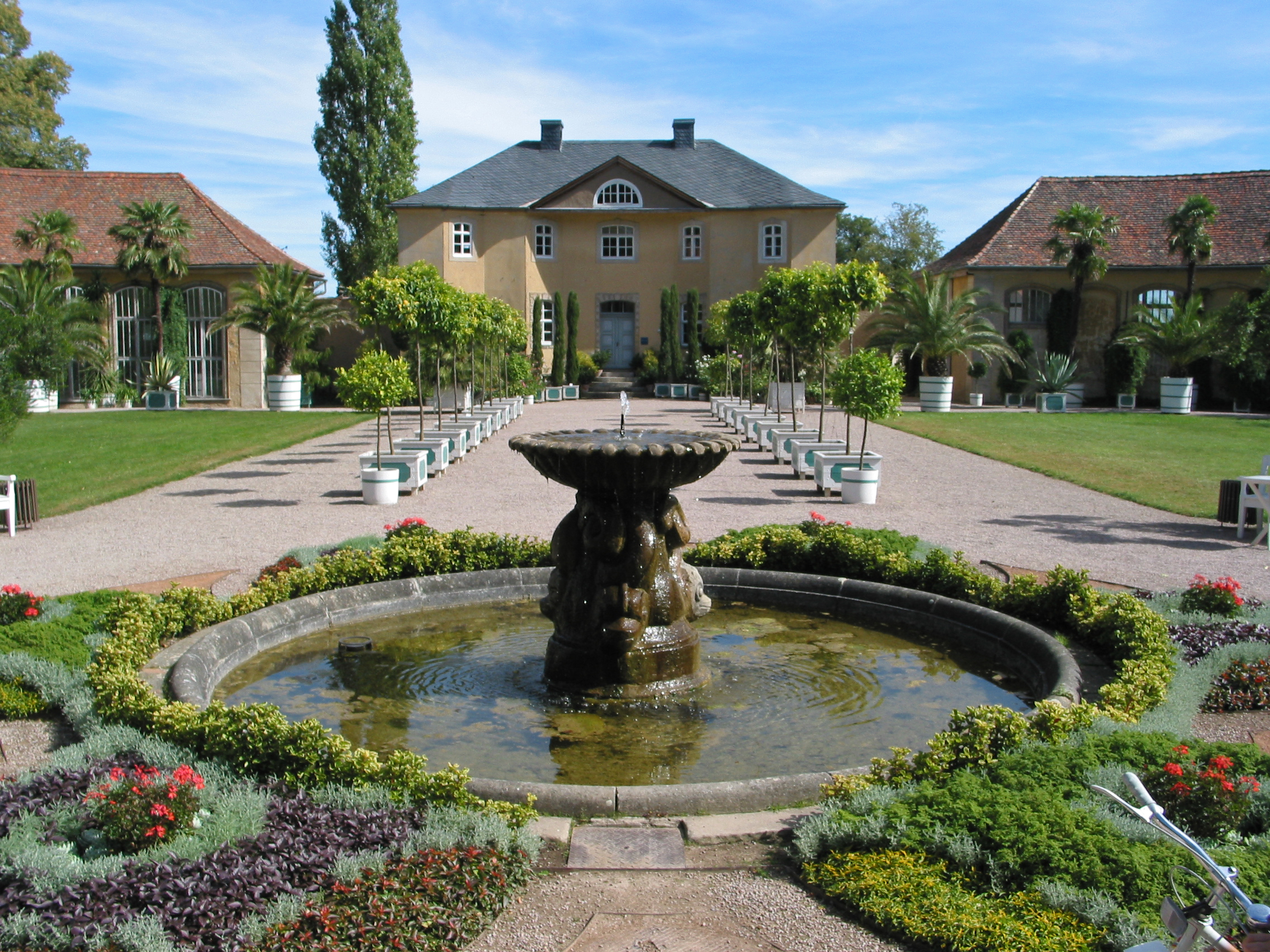
Delphinbrunnen vor der Orangerie des Schlosses Belvedere
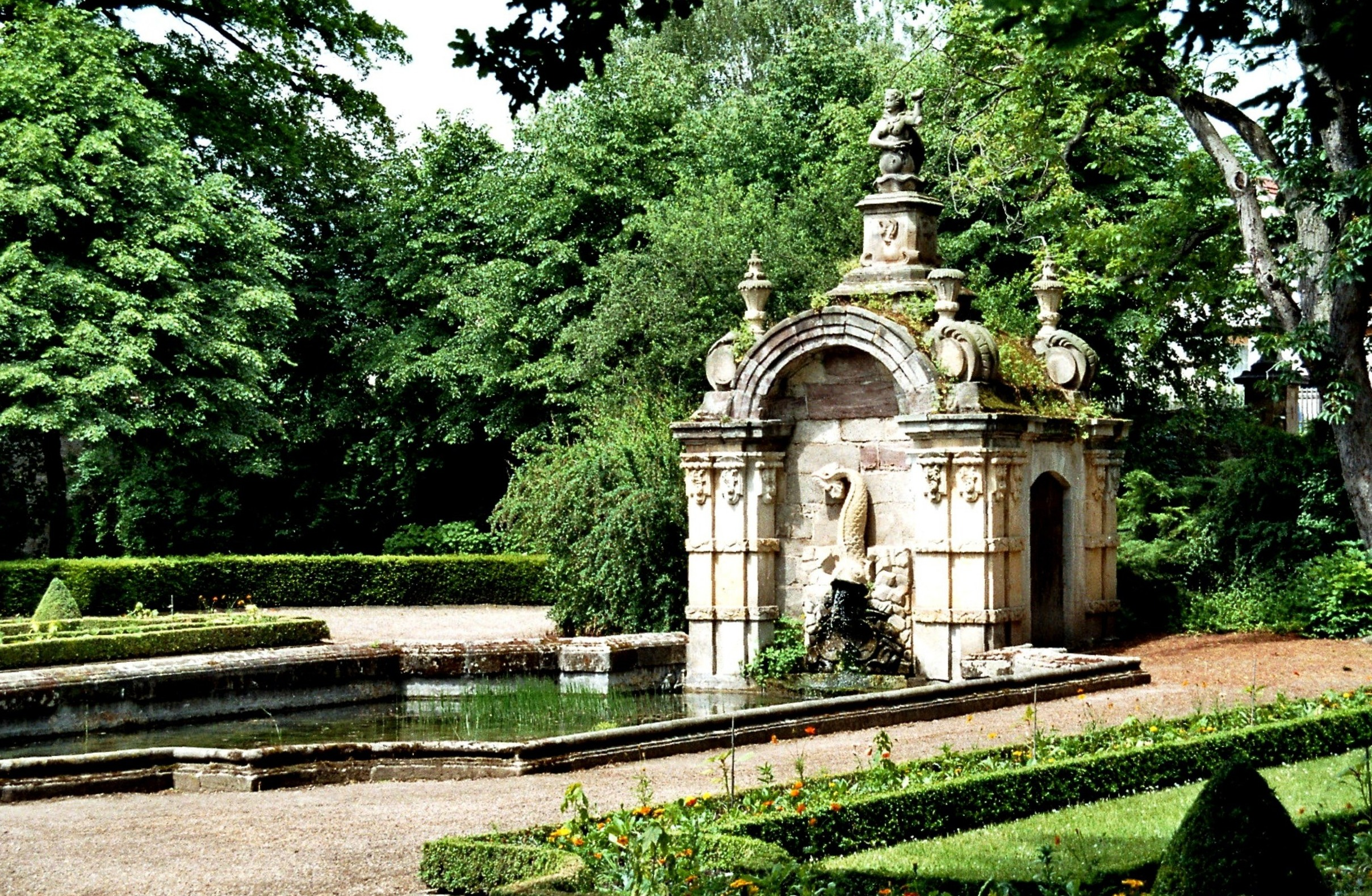
Delphinbrunnen im Wielandgut Oßmannstedt

## Delphinbrunnen auf dem Teichplatz
Der Brunnen auf dem Teichplatz, mit einem kreisrunden Brunnenbecken mit ein- und ausgeschwungener Wandung, wurde 1847 von dem Berkaer Steinmetzen Carl Dornberger hergestellt und von der Großherzogin Maria Pawlowna gestiftet. Die auf der Brunnensäule befindliche Figur des trinkenden Mädchens ist eine spätere Zutat, die laut Hans-Joachim Leithner erst 1928 dokumentiert wurde und möglicherweise dem Weimarer Bildhauer Arno Zauche zugerechnet werden kann. Er bestand ursprünglich aus Berkaer Sandstein. Er wurde Anfang des 20. Jahrhunderts erneuert und durch Cottaer Sandstein ersetzt.

## Delphinbrunnen im Alten Orangeriegarten von Belvedere

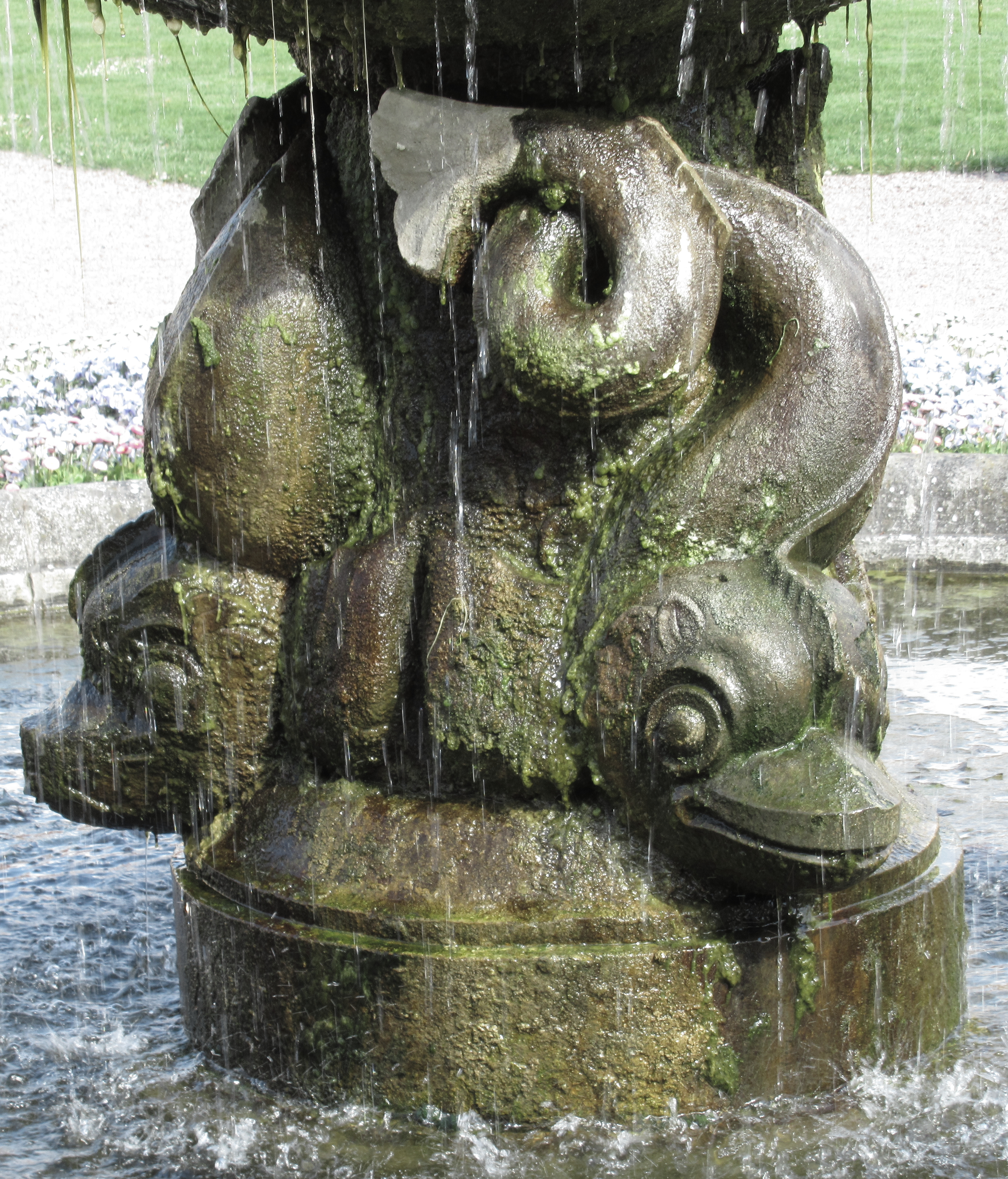
Detail

Ein weiterer Delphinbrunnen in Weimar befindet sich auf Belvedere auf einem Platz vor der Orangerie, dem alten Orangeriegarten. Der Schöpfer ist unbekannt. Auch dieser hat ein kreisrundes Brunnenbecken, welches in die Erde eingelassen ist und nur einen ca. 20 cm hohen wulstigen Rand über der Wasseroberfläche hat. Das Wasser steigt innerhalb der Brunnensäule auf über eine runde Wasserschale, über dessen Rand es in das Brunnenbecken überläuft. Auch hier zieren die drei herabschwimmenden Delphine die Brunnensäule unterhalb der Brunnenschale, die sie mit ihren Schwanzflossen halten. Diese besteht aus Sandstein. Es ist eine in den Jahren 1971/72 gefertigte Kopie des Originals. Bemerkenswert ist auch die Anlage der Blumenbeete rings um den Brunnen.

## Delphinbrunnen auf dem Wielandgut in Oßmannstedt
Erstens wegen der geographischen Nähe zu Weimar und zweitens wegen Christoph Martin Wieland gehört dieser Delphinbrunnen in Oßmannstedt ebenfalls hier benannt. An dem pavillonähnlichen Brunnenhaus dient der herunterschwimmende Delphin dient als Wasserspeier. Der Kopf sitzt dabei auf einer Muschel auf. Aber auch weitere kleinere Delphine verzieren diesen Pavillon. Dieser Brunnen befindet sich unweit des Gutshauses an einem künstlich angelegten Teich. Die barocke Formensprache ist nicht zu übersehen. Tatsächlich wurde 1757 der gesamte Komplex des Gutes von Reichsgraf Heinrich von Bünau errichtet, zudem auch der Delphinbrunnen gehört.

## Gestaltung von Schachtabdeckungen

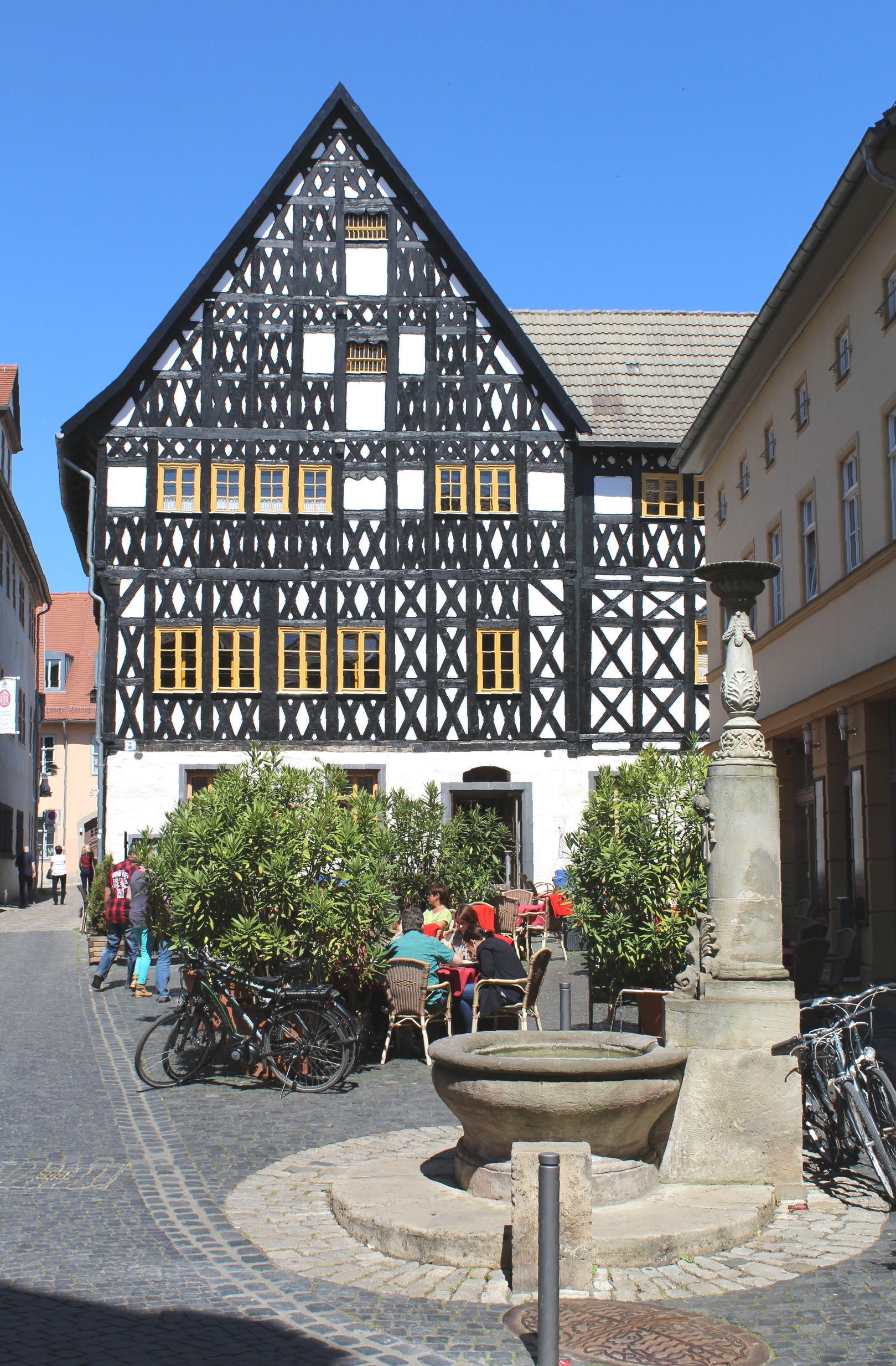
Im Vordergrund unmittelbar vor dem Geleitbrunnen ovaler Kanaldeckel mit Motiven Weimarer Brunnen wie bewegtem Wasser, herunterschwimmender Delphine und Dreizack

Unter den rekonstruierten Brunnenleitungen in Weimar hat eine  eine seit 1994 eingesetzte ovale zweigeteilte Schachtabdeckung mit Motiven wie den Dreizack bzw. den herabschwimmenden Delphinen und dem Wellenmotiv für bewegtes Wasser, die im Zusammenhang mit Weimarer Brunnen stehen wie jene am Neptunbrunnen bzw. am Herderbrunnen, dem Goethebrunnen. Diese Abdeckung befindet sich neben dem Geleitbrunnen. Diese Art Abdeckung ist extra für Weimar so gestaltet worden.